# Megaklita (luna)
Megaklita (grško Μεγακλειτη: Mégakleite) je Jupitrov naravni satelit (luna). Spada med  nepravilne lune z retrogradnim gibanjem. Je članica Pasifajine skupine Jupitrovih lun, ki krožijo okoli Jupitra v razdalji od 22,8 do 24,1 Gm in imajo naklon tira med 144,5°  in 158,3 °.  
Luno Megaklito je leta 2000 odkrila skupina astronomov, ki jo je vodil Scott S. Sheppard z Univerze Havajev.  Prvotno so jo označili kot S/2003 J  8. Znana je tudi kot Jupiter XIX. 
Ime je dobila po Megakliti (ljubica Zevsa) iz grške mitologije. 
Luna Megaklita ima premer okoli 5 km in obkroža Jupiter v povprečni razdalji 23,951.000  km. Obkroži ga v  752 dneh  in 19 urah po tirnici, ki ima naklon tira okoli 150 ° glede na ekliptiko in 148 °  na ekvator Jupitra. 
Njena gostota je ocenjena na 2,6 g/cm3, kar kaže, da je sestavljena iz kamnin. 
Luna izgleda zelo temna, ima odbojnost 0,04. Njen navidezni sij je 21,7 m.